# Salmo
Salmo, riblji rod iz porodice (Salmonidae, red Salmoniformes), koji ubuhvaća losose i pastrve s ukupno 41 vrstom od ukupno 222 vrste koje pripadaju redu salmoniformes. 
Rod Salmo prisutan je na sjevernoj hemisferi, i to u morskoj, slatkoj i bočatoj vodi (primjer vrsta Salmo abanticus). Karakteristično je za salmonide da mnogo riba nakon mrijesta ugiba. Omiljene su i u sportskom i gospodarskom ribolovu.
Godine 2011. otkrivene su posljednje dvije vrste koje pripadaju ovom rodu, to su Salmo lourosensis u rijeci Louros u Grčkoj i Salmo tigridis u rijeci tigris

### Vrste
1. Salmo abanticus Tortonese, 1954
2. Salmo akairos Delling & Doadrio, 2005
3. Salmo aphelios Kottelat, 1997
4. Salmo balcanicus (Karaman, 1927)
5. Salmo carpio Linnaeus, 1758
6. Salmo caspius Kessler, 1877
7. Salmo cenerinus Nardo, 1847
8. Salmo cettii Rafinesque, 1810
9. Salmo ciscaucasicus Dorofeeva, 1967
10. Salmo coruhensis 	Turan, Kottelat & Engin, 2010
11. Salmo dentex (Heckel, 1851)
12. Salmo ezenami Berg, 1948
13. Salmo farioides Karaman, 1938
14. Salmo ferox Jardine, 1835
15. Salmo fibreni Zerunian & Gandolfi, 1990
16. Salmo ischchan Kessler, 1877
17. Salmo labrax Pallas, 1814
18. Salmo letnica (Karaman, 1924)
19. Salmo lourosensis Delling, 2011
20. Salmo lumi Poljakov, Filipi, Basho & Hysenaj, 1958
21. Salmo macedonicus (Karaman, 1924)
22. Salmo macrostigma (Duméril, 1858)
23. Salmo marmoratus Cuvier, 1829
24. Salmo montenigrinus (Karaman, 1933)
25. Salmo nigripinnis Günther, 1866
26. Salmo obtusirostris (Heckel, 1851),
27. Salmo ohridanus Steindachner, 1892
28. Salmo pallaryi Pellegrin, 1924
29. Salmo pelagonicus Karaman, 1938
30. Salmo peristericus Karaman, 1938
31. Salmo platycephalus Behnke, 1968
32. Salmo rhodanensis Fowler, 1974
33. Salmo rizeensis Turan, Kottelat & Engin, 2010
34. Salmo salar Linnaeus, 1758
35. Salmo schiefermuelleri Bloch, 1784
36. Salmo stomachicus Günther, 1866
37. Salmo taleri (Karaman, 1933)
38. Salmo tigridis Turan, Kottelat & Bektaş, 2011
39. Salmo trutta Linnaeus, 1758
40. Salmo visovacensis Taler, 1950
41. Salmo zrmanjaensis Karaman, 1938

- Izvor popisa vrsta[2]